# 136518 Opitz
136518 Opitz è un asteroide della fascia principale. Scoperto nel 2005, presenta un'orbita caratterizzata da un semiasse maggiore pari a 2,7775989 UA e da un'eccentricità di 0,2693512, inclinata di 9,06191° rispetto all'eclittica.